# Nepomuki Szent János-szobor (Tata)
A Nepomuki Szent János-szobor 1770-ben emelt, barokk stílusú szoborkompozícó Tatán, a várárok vizét levezető Szent János-patak hídján, Schweiger Antal tatai szobrász alkotása. 2401-es törzsszám alatt a híddal együtt országos műemlék.

## Története
Az 1770-ben felállított szobrot az 1769-től vagy 1770-től a tatai Esterházyak „udvari képfaragójaként” vagyis szobrászaként, Fellner Jakab építész mellett tevékenykedő Schweiger vagy Schwaiger Antal (1728–1802) első köztéri munkái között tartják számon. A későbbi évtizedekben több más, a tatai és tóvárosi városképet meghatározó szobor és épületszobrászati dísz került ki a keze alól (Kálvária-szoborcsoport, Immaculata-szobor, szökőkútnimfa, griffszobrok stb.). A tatai kőszent azon igényes és érett kialakítású magyarországi barokk szobrok és emlékművek közé tartozik, amelyek napjainkig elsődleges felállítási helyükön állnak.
A 20. század során az emlékmű súlyosan megrongálódott, összetört, Nepomuki Szent János figurájának feje letört. 1945-ben leszerelték, részeit és töredékeit pedig a városi múzeumban őrizték. A szoborkompozíció teljes helyreállítása 1976-ban vette kezdetét Kovács György szobrász-restaurátor irányítása alatt, amelynek során Barna Imre díszműkovács helyreállította a szintén hiányos díszrácsot és védőtetőzetet is. A munka 1980-ban zárult le, azóta az alkotás ismét teljes pompájában látható.

## Leírása

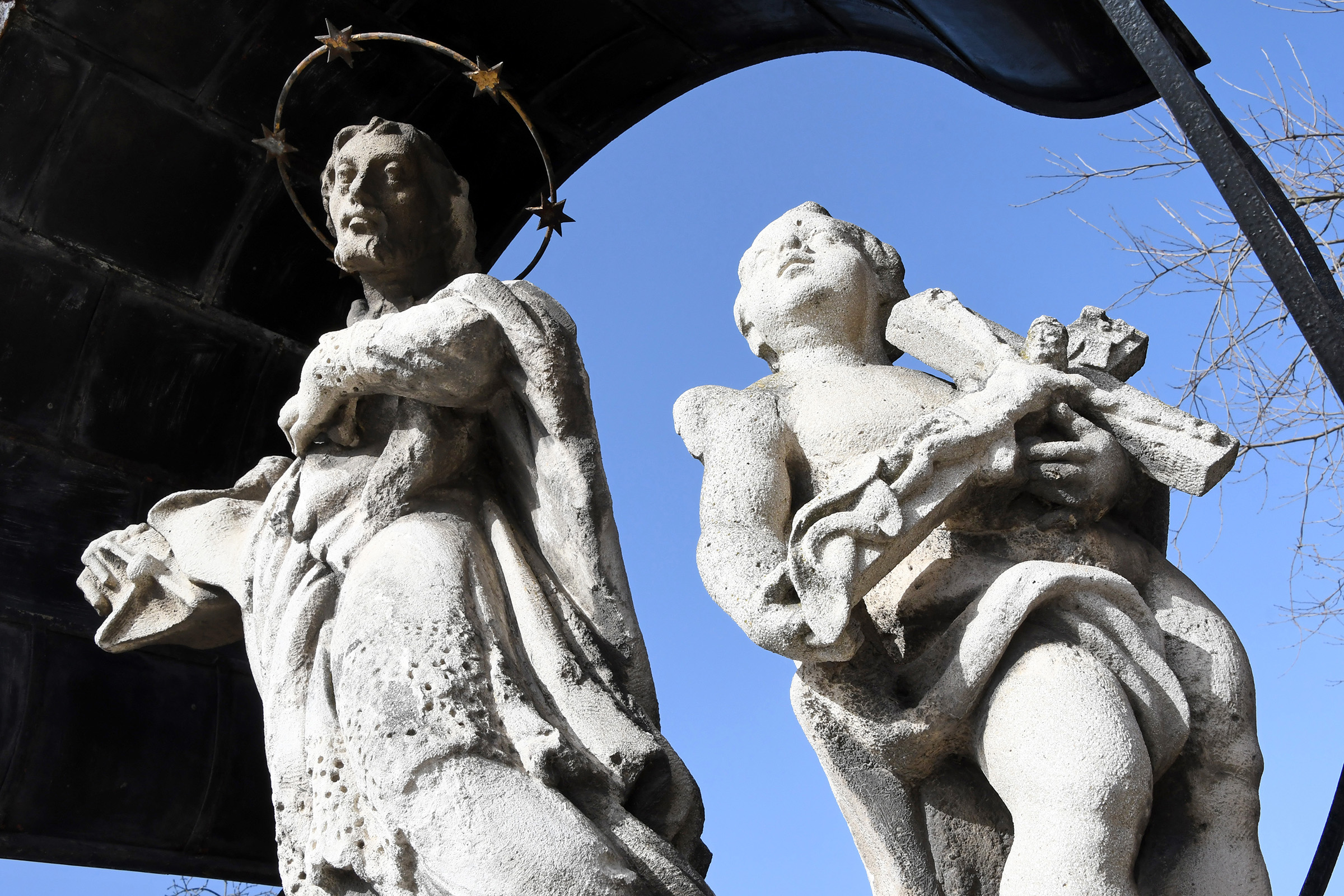

A letisztult barokk stílusú szoborkompozíció a régi Tatát az egykori Tóvárossal összekötő úton, a Várkanyarban (ma Váralja utca), a tatai várárok vizét északkeleti irányban levezető Szent János-patak – voltaképpen az Által-ér – hídján áll. Az egynyílású, kosáríves, kőből és téglából épült Nepomuki Szent János hidat Fellner Jakab tervezte. Ennek északi, kifolyási oldalán, a híd közepén kialakított, szintén kosáríves mellvéd előtt áll a szoborkompozíció. A mellvédet két oldalán egy-egy finoman tagozott, volutaszemes párkánnyal lezárt pillér keretezi, ezeken egy-egy rokokó kővázát helyeztek el. A 20. században egy-egy podeszten kovácsoltvas lámpásokat helyeztek el a szobor mögötti támfalon. A híd felől a szoborral egyidős, szintén rokokó stílusú, három mezőre osztott kovácsoltvas díszrács határolja le a kompozíciót. A szobrot kovácsoltvas, ívelt védőtető védi az időjárástól, amely vélhetően nem a szoborral egy időben készült, hanem jóval későbbi fejlemény. A védőtető oromdísze a szent romlatlan, eleven nyelvét ábrázolja stilizáltan, amelyet körkörös palmettadísz zár közre. A palmettából a Nepomuki Szent Jánoshoz kötődő latin jelmondat, a TACUI (’hallgattam’) betűi ágaznak ki, az öt betűt a legendáriumi öt csillag kíséri.
A mészkőből készült két központi figura egy kiülő lábazattal és profilozott párkánnyal tagozott, kétoldalt volutákkal szegélyezett, hasáb alakú vörös mészkő posztamensen áll. Ennek homlokoldalán latin nyelvű kronosztikon jelzi a szoborállítás évét, 1770-et: „Deo et IoannI NepoMVCeno pII CLIentes posUerUnt”. A posztamens felső részén korabeli kovácsoltvas mécsestartó áll, erre a 20. században a mellvéden elhelyezettekkel egyező lámpást applikáltak. A lábazatra rögzített tábla az alkotó Schweiger Antal és az ábrázolt szent nevét, valamint némi bizonytalansággal („1770 körül”) a szoborállítás idejét örökíti meg.
A szent vértanúhalálát követő megüdvözülését ábrázoló kompozíció főalakja a baloldalt álló Nepomuki Szent János, mellékalakja pedig a tőle jobbra álló puttó. A szent kecses, barokkosan mozgalmas alakja erőteljes kontraposztban áll. Dúsan redőzött ruházata ikonográfiai hagyományának megfelelően reverenda, csipkeszegélyű karing, nyakban zsinórral megkötött almúcium, gallérba fűzött mózestáblácskák, de feje fedetlen. Bal kezét finoman, a liturgikus üdvözlés gesztusát megidézve a mellkasára helyezi, törzséhez emelt jobbjában birétumát tartja. Feje körül csillagkoszorú látható a legendáriumából ismert öt csillaggal. A szent feje korábban letört, ma ismert kialakítása az 1976-ban megindult helyreállítás eredménye, korábbi felvételeken a mainál robusztusabb fej látható a szobron. A balján álló angyal kialakítása a finoman megformált szenttel szemben kissé nehézkes, ormótlan. Kezeiben feszületet tart, kissé megemelve, felsőteste a szent irányába fordul. A korábbi elrendezésben a szent és az angyal tekintete összekapcsolódott, amit a helyreállítás során végzett kisebb módosítás, a puttó alakjának kifelé fordítása megtört.